# Spurlos verschwunden (1988)
Spurlos verschwunden ist ein Spielfilm des niederländischen Regisseurs George Sluizer. Den Thriller produzierte Sluizer 1988 gemeinsam mit Anne Lordon, im selben Jahr war der Kinostart. Spurlos verschwunden wurde in französischer, niederländischer und englischer Sprache gedreht.

## Handlung
Rex und Saskia, ein verliebtes Paar aus Amsterdam, sind mit dem Auto auf dem Weg nach Frankreich, um dort ihren Urlaub zu verbringen. Auf der Fahrt haben beide einen Streit. An einer Autobahnraststätte steigt Saskia aus, um Getränke zu kaufen. Doch Rex wartet vergeblich auf ihre Rückkehr. 
Schockiert von dem Verschwinden seiner Freundin nimmt Rex Kontakt zur Polizei auf und präsentiert den Beamten ein verschwommenes Foto, auf dem Saskia mit ihrem Mörder zu sehen sein soll. Doch das Foto wird ebenso wenig ernst genommen wie sein Vorschlag, alle Münzen im Getränkeautomaten auf Fingerabdrücke zu untersuchen.
In Rückblenden erfährt der Zuschauer, dass Saskia von dem Familienvater Raymond Lemorne aus Nîmes entführt wurde. Als Lemorne bei einem Familienausflug ein Kind vor dem Ertrinken rettet, wird er von seinen Kindern wie ein Held gefeiert, doch die Bewunderung bedeutet Lemorne nichts, und der Soziopath stellt sich selbst die Aufgabe, die schrecklichste aller Taten zu begehen. In der Folgezeit kauft sich Lemorne ein abgelegenes Haus in der Nähe. Der gelernte Chemiker beginnt, die Wirkungsdauer von Betäubungsmitteln an sich selbst zu testen. Außerdem probt er, wie er eine junge Frau ansprechen und in sein Auto locken kann, um sie dort zu betäuben. Bei seinen Streifzügen durch Nîmes misst er immerwährend seinen Puls. Es gelingt ihm jedoch nicht, von ihm begehrte Frauen in sein Auto zu locken, und Prostituierte interessieren den Perfektionisten Lemorne nicht.
Nach einem erneuten gescheiterten Versuch – er spricht unwissentlich die Volleyballtrainerin seiner Tochter an – fährt er künftig auf die Raststätte ein paar Kilometer außerhalb der Stadt. Zudem lernt zudem in seinem abgeschiedenen Haus Englisch, um sich auf der international frequentierten Raststätte verständigen zu können. Außerdem hat er eine neue Methode entwickelt, die Frauen in sein Auto zu locken: Er platziert an einer abgelegenen Stelle des Parkplatzes einen Anhänger und gibt vor der Raststätte vor, er wisse nicht, wie er diesen an seinen Wagen anbringen soll. Er bietet den jungen Frauen an, das kurze Stück zum Anhänger zu fahren. Auch diese Versuche scheitern kläglich.
Lemorne bastelt sich daraufhin eine Gipsattrappe, um gebrechlicher zu wirken, und fährt erneut zur Raststätte, um sein Glück zu versuchen. Tatsächlich gelingt es ihm, ein junges Mädchen in seinen Wagen zu locken, doch als er selbst einsteigen will, bekommt er einen Niesanfall und putzt sich mit dem in Betäubungsmittel getränkten Taschentuch die Nase. Um einem Ohnmachtsanfall zuvorzukommen, flüchtet er auf die Toilette der Raststätte und wäscht sich das Gesicht. Er kauft sich am Getränkeautomat einen Kaffee und trifft dort zufällig auf Saskia, die ihn um Kleingeld bittet.
Im Gespräch mit Lemorne entdeckt Saskia einen Anhänger mit einem goldenen R am Schlüsselbund Lemornes. Saskia möchte den gleichen Schlüsselanhänger für ihren Freund Rex, und Lemorne gibt vor, ein Handelsvertreter für diese Schlüsselanhänger zu sein und im Wagen eine Kiste mit diesen zu haben. Saskia folgt ihm zu seinem Auto und steigt ein. Im Wagen wird sie von Lemorne betäubt und verschleppt.
Drei Jahre später ist Rex noch immer nicht über das Verschwinden Saskias hinweggekommen. Die Suche nach ihr wird für ihn zur Obsession, und er hat 300.000 Franc in zwei Plakataktionen investiert, die jedoch nicht zu Hinweisen geführt haben. Rex erhält außerdem Postkarten eines Unbekannten, der ihm verspricht, mehr über das Verschwinden Saskias mitzuteilen.
Um den mysteriösen Postkartenschreiber zu treffen, reist Rex mit seiner neuen Freundin Lieneke nach Nîmes, doch ein Treffen kommt nicht zustande. Lemorne, der sich als besagter Postkartenschreiber entpuppt, vermeidet ein Zusammentreffen, da Rex nicht allein am Treffpunkt erschienen ist
Ein TV-Interview, in dem Rex an den Entführer appelliert, verstärkt Lemornes Interesse, Rex über den Verbleib seiner Freundin aufzuklären. Lemorne fährt nach Amsterdam, wo er Rex anspricht, der sich gerade von Lieneke getrennt hat. Als Rex erfährt, dass der vor ihm stehende Mann der Postkartenschreiber ist und ihm anbietet, über das Verschwinden seiner Freundin Auskunft zu geben, prügelt Rex auf Lemorne ein. Dennoch willigt Rex ein, mit Lemorne nach Frankreich zu fahren.
Auf der Autofahrt erfährt Rex, wie Lemorne auf Saskia gestoßen ist, doch den Verbleib seiner Freundin verschweigt ihm der Entführer. Lemorne bietet Rex an, ihn genau das Gleiche erleben zu lassen, was mit Saskia passiert ist. Rex stiehlt Lemornes Schlüsselanhänger, um so den Entführer zu belasten, doch Lemorne versichert ihm, dass Rex so nie erfahren werde, was seiner Freundin zugestoßen ist.
Rex willigt ein und trinkt freiwillig den mit Betäubungsmittel versetzten Kaffee. Als er erwacht, befindet er sich in einer Holzkiste, die von Lemorne gerade verscharrt wird. Lemorne begräbt Rex bei lebendigem Leibe auf seinem abgelegenen Grundstück, wie er es drei Jahre zuvor mit Saskia getan hat. Rex kann sich nicht befreien und stirbt, findet sich im Tod jedoch wieder mit Saskia vereint. Das Verschwinden des jungen Mannes schlägt hohe Wellen in der Boulevardpresse, doch es gibt keinen Hinweis darauf, dass Lemorne etwas mit dem Verschwinden des Pärchens zu tun hat.

## Entstehung
Der Film basiert auf dem 1984 erschienenen Roman Het Gouden Ei des niederländischen Schriftstellers Tim Krabbé – des Bruders des bekannten Schauspielers Jeroen Krabbé. Der Titel des Thrillers basiert auf den Albträumen, die dem Protagonisten nach dem Verschwinden seiner Freundin widerfahren. Er träumt davon, im Universum in einem goldenen Ei seine Freundin wiederzutreffen. Im Film wird suggeriert, das goldene Ei sei eine verschwommene Wahrnehmung von Autoscheinwerfern, die zu der Zeit in Frankreich gelbgetönt waren.
Drehort des Straßentunnels, den man in den ersten Minuten im Film sieht, ist der Tunnel du Roux und liegt in den Cevennen. Er wurde 1929 als Eisenbahntunnel der Strecke „Transcevenole“ erstellt. Die Bahn wurde nie fertiggestellt und der Tunnel wurde zum Straßentunnel ausgebaut.

## Neuverfilmung
Nur fünf Jahre später drehte derselbe Regisseur eine US-amerikanische Neuverfilmung, die unter dem Titel The Vanishing (dt. Titel: Spurlos) in die nordamerikanischen Kinos kam. Hier übernimmt Jeff Bridges die Rolle des Soziopathen. Sandra Bullock mimt die verschwundene Freundin, während Kiefer Sutherland deren Freund verkörpert. Die Neuverfilmung weicht mit Fortschreiten der Geschichte immer stärker vom Originalfilm ab und hat dadurch ein anderes Ende.

## Kritik
„Aus der Konfrontation zweier grundverschiedener Männer entwickelt der Film seine hohe Spannung, gleichzeitig reflektiert er über das scheinbar grundlos Böse in unserer Welt. Das rabenschwarze Ende des Films erinnert an eine Geschichte aus der Feder Edgar Allan Poes“

## Auszeichnungen
Für ihr Spiel der verschwundenen Freundin wurde die niederländische Schauspielerin Johanna ter Steege mit dem Europäischen Filmpreis als beste Nebendarstellerin ausgezeichnet. Beim portugiesischen Filmfestival Fantasporto, das seit 1981 Filme aus dem Genre Fantasy prämiert, wurde Spurlos verschwunden zwei Jahre nach Kinostart mit dem Preis für die beste Regie ausgezeichnet, Bernard-Pierre Donnadieu wurde als bester Hauptdarsteller prämiert.
Europäischer Filmpreis 1988
- Beste Nebendarstellerin (Johanna ter Steege)

Fantasporto 1990
- Beste Regie
- Bester Schauspieler (Bernard-Pierre Donnadieu)
- nominiert in der Kategorie bester Film

Mystfest 1991
- Bestes Drehbuch
- nominiert für den besten Film

Nederlands Film Festival 1988
- Bester Film
- Preis der niederländischen Filmkritik